# Michael Russell (politique)
Pour les articles homonymes, voir Russell.
Michael (Mike) Russell, né le 9 août 1953 à Bromley dans le Kent, est un homme politique écossais, membre du Parlement écossais avec le SNP. Depuis 2018, il est ministre des Affaires gouvernementales et des Relations constitutionnelles dans le gouvernement de Nicola Sturgeon.
Il est également producteur et directeur pour la télévision, et notamment l'auteur de sept livres. Ancien élève du collège de Marr, à Troon dans le South Ayrshire, et de l'Université d'Édimbourg, il travaille tout d'abord dans la télévision et les médias avant de lancer sa propre compagnie, Eala Bhan Ltd. Dirigeant le bureau du Parti national écossais de 1994 à 1999, il est élu au Parlement écossais pour la circonscription régionale du sud de l'Écosse lors des premières élections à ce parlement en 1999. Il perd son siège quatre ans plus tard, puis le regagne en mai 2007 et accepte le poste de ministre de l'Environnement dans la première administration écossaise conduite par le parti national écossais, sous l'égide du premier ministre Alex Salmond.

## Carrière politique
Michael Russell dirige le bureau du Parti national écossais (SNP) dans la période précédent la première élection au parlement d'Écosse; membre actif de ce parti sur plus de trente ans, il travaille souvent en étroite relation avec son chef, devenu premier ministre d'Écosse, Alex Salmond. À l'origine membre du Club travailliste à l'Université d'Édimbourg, Russell rejoint le SNP en 1974 pendant l'élection de février. Actif à Édimbourg, dans les Hébrides extérieures et la circonscription d'Inverness, il se présente pour la première fois comme candidat du SNP à Clydesdale, puis il est le candidat de Clydesdale pour le parlement du Royaume-Uni en juin 1987. Plus tard cette année, il est élu vice-président du SNP, responsable de la communication du parti et succèdent à ce poste à Alex Salmond. En 1990, il gère la campagne de Salmond pour la direction du SNP.
Pendant ce temps, il travaille comme directeur exécutif de Network Scotland, compagnie dans les médias et l'éducation. Renonçant à ses responsabilités dans le parti en 1991, il se concentre sur l'établissement de sa propre compagnie de production pour la télévision, Eala Bhan Ltd. Il retourne à la politique en décembre 1994 en devenant le premier chef du bureau du SNP à temps plein. En tant que tel, il dirige les élections du parti pour les campagnes de 1997 et 1999 ainsi que pour l'élection législative partielle de Perth and Kinross en 1995.
Il est placé second par le parti sur la liste de la circonscription du sud de l'Écosse pour les élections au parlement d'Écosse en 1999 et, après son élection, est nommé gestionnaire du SNP pour ce nouveau parlement, en faisant ainsi un membre fondateur du bureau parlementaire. Après l'élection en 2000 de John Swinney comme chef du SNP, Russell devient ministre fantôme de l'éducation et de la culture, poste qu'il détient jusqu'en 2003. Nommé comme "débatteur de l'année" dans le prix de The Herald en 2000, il est également nommé "politicien écossais de l'année" par les mêmes prix en 2002, ainsi que pour le titre de politicien écossais de l'année décerné par Channel 4.
En perdant son siège au parlement écossais, Russell se concentre sur son travail en tant qu'auteur et chroniqueur, commentant des aspects variés de la vie politique et culturelle écossaise. Se proposant pour diriger le SNP en 2004 avec l'élection rendue nécessaire par la démission de John Swinney, il termine troisième derrière Alex Salmond et oseanna Cunningham. Il continue comme commentateur politique, générant certaines controverse en raison de ses vues tranchées, qu'il développe dans un livre coécrit en 2006 avec l'entrepreneur Dennis MacLeod et intitulé Grasping the Thisthe (le thistle étant le chardon emblème de l'Écosse). 
Plusieurs membres du SNP voient l'absence de Russell du parlement écossais comme une perte majeur pour les actions du SNP. En 2006, il est de nouveau placé second sur la liste régionale conduite par le SNP dans la circonscription du sud de l'Écosse; il est cette fois choisi par un système de vote pour lequel il s'est longuement battu, donnant à chaque membre un vote. Réélu au parlement en 2007, et à la suite de la victoire serrée de son parti à ces élections, il devient ministre de l'Environnement.

## Militant
Russell milite pendant plusieurs années pour l'ancienne inspecteur de police Shirley McKie, accusée d'avoir laissé ses empreintes dans la scène du meurtre de Marion Ross, chez laquelle elle a toujours réfuté s'être rendue. Elle reçoit 750 000 livres en 2006 pour compensation, ayant été suspendue puis expulsée de la police. En avril 2007, Russell et Iain McKie, père de Shirley, publièrent un livre sur ce qu'ils décrivent comme la plus grande erreur judiciaire en une génération : Shirley McKie - The Price of Innocence  (ISBN 9781841585758). Le cas McKie a maintenant revêtu un aspect international, avec des liens possible vers Abdelbaset Ali Mohmed Al Megrahi, condamné du meurtre de 270 personnes pour sa participation dans l'attentat contre le Vol 103 Pan Am qui s'est écrasé sur la commune de Lockerbie en Écosse le 21 décembre 1988.